# 이지수 (정치인)
이지수(李知洙, 1964년 8월 21일 ~)는 대한민국의 정치인, 미국 변호사, 경제 전문가이다.

## 학력
서울시 마포구에서 숭문중학교와 광성고등학교를 졸업하고, 연세대학교에서 경제학 학사와 석사 학위를 취득하였다. 이후 미국으로 유학하여 컬럼비아 대학교 MBA(경영학 석사), 예시바 대학교 카도조 로스쿨 J.D(법학박사) 학위를 받았다.

## 경력
- 조국혁신당 외신대변인
- 제22대 국회의원 선거 서울 마포구 갑 더불어민주당 국회의원 예비후보
- 문재인 정부 대통령비서실 해외언론비서관
- 한국표준협회 산업표준원장
- 제21대 국회의원 선거 서울 중구·성동구 을 더불어민주당 국회의원 예비후보
- 제19대 대통령 선거 더불어민주당 문재인 대통령 후보 국민주권선거대책위원회 외신대변인/법률 인권 특보
- 더불어민주당 언론자유특위/국가경제자문위 위원
- 참여연대/경제개혁연대 실행위원
- OECD(경제협력개발기구) 컨설턴트
- 더불어민주당 서울특별시당 중구·성동구 을 지역위원회 위원장
- 더불어민주당 정책위원회 부의장
- 더불어민주당 국가경자문위원회 위원
- 더불어민주당 인재영입 인사

## 활동
- 좋은기업지배구조 연구위원, 경제개혁연대 실행위원, 참여연대 경제민주화센터 실행위원, OECD 지배구조 컨설턴트를 역임하며 경제민주화와 재벌 개혁을 이루기 위해 온몸으로 뛴 인사라는 평가를 받고 있다.

- 대기업의 주총장에서 소액 주주의 목소리를 대변해 왔고, OECD와 같은 국제 기구에서 지배 구조 전문가로서 국가 제도를 연구하기도 했다. 특히 그는 대기업의 부당한 편법 상속을 방지하기 위한 '회사기회 유용 금지'와 '이사의 자기 거래 금지' 조항을 상법에 삽입하는데 중추적인 역할을 했다는 평가가 있다.

- 2016년 2월 15일, 영입인사로 더불어민주당에 입당했다. 이 전 위원은 입당 인사를 통해 “박근혜정부의 경제민주화는 완전히 실패했다. 더불어민주당 당원으로서 기업의 지배 구조를 개선하기 위해 노력할 것이며 모든 국민이 함께 더불어 편안하게 경제 생활을 영위할 수 있도록 하기 위한 모든 노력을 아끼지 않을 것”이라고 말했다.

- 20대 총선에서 서울 중구·성동구 을 선거구에 전략공천을 받아 출마하였으나 새누리당 지상욱 후보, 국민의당 정호준 후보에 이어 24.33%의 득표율로 낙선하였다.

- 한동안 잠잠하다가 2017년 5월에 문재인 후보의 아시안 타임지 인터뷰에 연결되도록 노력을 했다고 한다.[1] 문재인 정부 출범 이후엔 종편 시사프로그램에 민주당측 패널로 출연했다.

- 21대 총선에 서울 중구·성동구 을 출마를 위해 예비후보로 등록해 활동했으나 당 지도부에서 전략공천으로 선정되 사실상 컷오프되었다.

- 21대 총선 이후 청와대 해외언론비서관으로 발탁되었다.[2]

- 22대 총선에서 서울 마포구 갑 출마를 선언했다.[3] 하지만 해당지역이 전략공천 지역으로 선정되 컷오프되었다.

- 공천 컷오프 이후 더불어민주당을 탈당하고 조국혁신당 입당해 당 대변인으로 임명되었다.

## 역대 선거 결과
| 실시년도 | 선거   | 대수 | 직책     | 선거구              | 정당         | 득표수   | 득표율          | 순위 | 당락 | 비고 |
| -------- | ------ | ---- | -------- | ------------------- | ------------ | -------- | --------------- | ---- | ---- | ---- |
| 2016년   | 총선   | 20대 | 국회의원 | 서울 중구·성동구 을 | 더불어민주당 | 24,307표 | \| \| 24.33% \| | 3위  | 낙선 |      |
|          | 24.33% |      |          |                     |              |          |                 |      |      |      |